# Peter Corbijn
Jacobus Pieter ("Peter") Corbijn (Heeze, 15 december 1964) is een Nederlands oud-voetballer. Hij speelde voor onder meer Helmond Sport, PSV, VVV en Eindhoven.
Op 17-jarige leeftijd ging de linkerspits in 1982 van VV Geldrop naar de toenmalige eredivisionist Helmond Sport, waar hij het eerste half jaar in het tweede elftal speelde en vervolgens in het eerste elftal zijn opwachting maakte. Op 5 maart 1983 scoorde hij meteen een doelpunt tijdens zijn competitiedebuut in de thuiswedstrijd tegen PEC Zwolle (uitslag 2-2). Een jaar later maakte de jeugdinternational de overstap naar PSV. Daar speelde hij in het seizoen 1984-85 naast zeven competitiewedstrijden ook twee duels in de UEFA Cup, als invaller in de uitwedstrijden bij FC Vorwärts Frankfurt en Manchester United. Vervolgens werd hij door PSV uitgeleend aan VVV. Daar was hij in het seizoen 1985-86 basisspeler. Een jaar later werd uit hij de hoofdmacht verdrongen door een andere PSV-huurling, Frank Berghuis. De Venlose club besloot hem daarom halverwege het seizoen 1986-87 door te verhuren aan eerstedivisionist Eindhoven, waar op dat moment nog drie andere VVV'ers op huurbasis bivakkeerden: Jos van Aerts, John Versleeuwen en Mario Verlijsdonk. Na zes seizoenen bij Eindhoven en een jaar bij het Belgische KFC Dessel Sport keerde hij in 1993 uiteindelijk terug bij de amateurs van Geldrop.
Corbijn werkte in april 2007 mee aan Amateurs in Oranje, een boek over de vijftigjarige geschiedenis van het Nederlands amateurelftal.

## Overzicht carrière
| Seizoen | Club             | Land      | Competitie      | Wed. | Goals |
| ------- | ---------------- | --------- | --------------- | ---- | ----- |
| 1982/83 | Helmond Sport    | Nederland | Eredivisie      | 7    | 3     |
| 1983/84 | Helmond Sport    | Nederland | Eredivisie      | 29   | 11    |
| 1984/85 | PSV              | Nederland | Eredivisie      | 7    | 0     |
| 1985/86 | VVV              | Nederland | Eredivisie      | 33   | 6     |
| 1986/87 | VVV              | Nederland | Eredivisie      | 9    | 0     |
| 1986/87 | Eindhoven        | Nederland | Eerste divisie  | 18   | 3     |
| 1987/88 | Eindhoven        | Nederland | Eerste divisie  | 36   | 3     |
| 1988/89 | Eindhoven        | Nederland | Eerste divisie  | 34   | 3     |
| 1989/90 | Eindhoven        | Nederland | Eerste divisie  | 27   | 5     |
| 1990/91 | Eindhoven        | Nederland | Eerste divisie  | 21   | 2     |
| 1991/92 | Eindhoven        | Nederland | Eerste divisie  | 0    | 0     |
| 1992/93 | KFC Dessel Sport | België    | Vierde Klasse C | 6    | 0     |
| Totaal  | Totaal           | Totaal    | Totaal          | 227  | 36    |